# Ragnar Klavan
Ragnar Klavan (Viljandi, 30 de octubre de 1985) es un exfutbolista estonio que jugaba como defensa.

## Trayectoria

### Estonia y Noruega
Klavan debutó a los 15 años como profesional en 2001 en el Elva de su natal Estonia. Un año después, se unió al Viljandi Tulevik donde jugó dos temporadas y en 2003 fue fichado por el Flora Tallin, uno de los clubes más representativos de Estonia. El 31 de agosto de 2004, Klavan fue prestado al Vålerenga de Noruega por tres meses. Una vez acabó el préstamo, el club noruego decidió ampliar la estadía de Klavan hasta el 30 de noviembre de 2005; sin embargo, jugó sólo dos encuentros en la Tippeligaen.

### Heracles Almelo
El 4 de agosto de 2005, firmó por tres años con el elenco de la Eredivisie, Heracles Almelo. Cinco días después, Klavan debutó en los Países Bajos frente al RKSV DCG de Ámsterdam. Convirtió su primer tanto en la Eredivisie el 24 de agosto de 2007, a los 76 minutos en la derrota por 2-1 frente al Roda, equipo en el cual jugaba su compatriota Andres Oper. En diciembre del mismo año, amplió su contrato hasta el 30 de junio de 2008.

### AZ Alkmaar
Después de haber jugado 104 partidos oficiales con el Heracles y haber marcado cinco goles, el 27 de enero de 2009 fue cedido al AZ Alkmaar habiendo acordado previamente su traspaso permanente en verano al club de Alkmaar por cuatro años. El 29 de septiembre de 2009, Ragnar Klavan se convirtió en el primer estonio en jugar un partido de la fase de grupos de la Liga de Campeones de la UEFA, al entrar en la segunda mitad del encuentro que finalizó 1–1 frente al Standard Lieja de Bélgica. El 29 de julio de 2010, marcó su primer tanto en la Liga Europea de la UEFA, en la victoria por 2-0 frente al IFK Göteborg de Suecia.

### Augsburgo
El 2 de julio de 2012, luego de jugar 7 años en la primera división neerlandesa, firmó por dos temporadas con el Augsburgo de la Bundesliga de Alemania por una cifra no facilitada.

### Liverpool
El 20 de julio de 2016 se confirmó su fichaje por el Liverpool de la Premier League inglesa, bajo las órdenes del técnico Jürgen Klopp.

### Italia y vuelta a Estonia
El 18 de agosto de 2018 el Cagliari Calcio hizo oficial su fichaje hasta el año 2020. Permaneció hasta junio de 2021 en el club y entonces, tras finalizar su contrato, regresó al fútbol estonio 17 años después para jugar en el Paide Linnameeskond.
Una vez se marchó del Paide Linnameeskond se dedicó únicamente a ejercer de presidente del J. K. Tallinna Kalev, cargo que ocupaba desde 2016. En julio de 2023 decidió volver a compaginarlo con el de jugador, en este caso del mismo club. En él disputó sus últimos encuentros como futbolista antes de poner fin a su carrera en diciembre de 2024.

## Selección nacional
Fue el capitán de la selección de fútbol de Estonia, con la cual ha disputado 130 partidos y ha marcado tres goles. Su debut se produjo el 3 de julio de 2003 ante Lituania por la Copa Báltica. Convirtió su primer gol el 31 de mayo de 2006 en un encuentro amistoso ante Nueva Zelanda y su segundo, el 29 de febrero de 2012, ante El Salvador en otro partido amistoso, donde portó el brazalete de capitán por primera vez.

## Clubes
| Club                   | País         | Año       |
| ---------------------- | ------------ | --------- |
| F. C. Elva             | Estonia      | 2001      |
| J. K. Viljandi Tulevik | Estonia      | 2002-2003 |
| F. C. Flora Tallin     | Estonia      | 2003-2005 |
| Vålerenga              | Noruega      | 2004-2005 |
| Heracles Almelo        | Países Bajos | 2005-2009 |
| AZ Alkmaar             | Países Bajos | 2009-2012 |
| F. C. Augsburgo        | Alemania     | 2012-2016 |
| Liverpool F. C.        | Inglaterra   | 2016-2018 |
| Cagliari Calcio        | Italia       | 2018-2021 |
| Paide Linnameeskond    | Estonia      | 2021-2022 |
| J. K. Tallinna Kalev   | Estonia      | 2023-2024 |

## Palmarés

### Campeonatos nacionales
| Título                        | Club         | País         | Año     |
| ----------------------------- | ------------ | ------------ | ------- |
| Meistriliiga                  | Flora Tallin | Estonia      | 2003    |
| Supercopa de Estonia          | Flora Tallin | Estonia      | 2003    |
| Eredivisie                    | AZ Alkmaar   | Países Bajos | 2008-09 |
| Supercopa de los Países Bajos | AZ Alkmaar   | Países Bajos | 2009    |

## Vida privada
Es hijo del exfutbolista Dzintar Klavan, que en los años 1990 jugó para la Selección de Estonia. Ragnar tuvo una relación sentimental con la cantante Lenna Kuurmaa de la banda Vanilla Ninja. El 10 de junio de 2011, Ragnar contrajo matrimonio con Lili Orel. Su primogénito, Romer, nació en Augsburg el 8 de agosto de 2012.
Fue portavoz de los votos del jurado estonio en el Festival de la Canción de Eurovisión 2023.